# 윤근수
윤근수(尹根壽, 1537년 ~ 1616년 8월 17일)는 조선 중기의 문신(文臣)·시인·화가이며, 서인(西人)의 일원이다. 본관은 해평(海平), 자는 자고(子固), 호는 월정(月汀)·외암(畏菴), 시호는 문정(文貞)이다. 영의정 윤두수의 동생이다.
1558년 과거 급제 후 승정원 주서, 춘추관 기사관, 연천군수 등을 지내다가 1563년 이량의 탄핵을 받고 파직되었으나 이듬해 윤원형, 심통원 등의 상소로 복직되었다. 그 뒤 명종실록 편찬에 참여하였고, 1575년의 을해당론으로 동인, 서인으로 분당될 때 이황에게서 수학한 동문들을 따르지 않고 서인(西人)이 되었다.
1589년 공조참판으로 종계변무사에 임명되어 명나라에 파견, 명나라 공식 기록인 대명회통의 이인임의 아들로 된 이성계의 가계를 이자춘의 아들로 수정하게 하는데 성공, 1590년 종계변무의 공으로 광국공신(光國功臣) 1등관에 녹훈되고 해평부원군(海平府院君)으로 봉해졌고, 1606년 선조가 죽자 왕의 묘호를 조(祖)로 칭할 것을 주장하여 이를 실현시켰다. 1604년에는 임진왜란 때 선조를 호종한 공로로 호성공신(扈聖功臣) 2등관에 책록되었다. 사후 의정부영의정에 추증되었다. 그밖에도 광해군을 수행한 공로로 1614년(광해군 6년) 8월 27일 위성원종공신 3등(衛聖原從功臣三等)에 추록되었다. 임진왜란 때의 장군 원균의 인척이기도 하다. 당색으로는 서인이며, 서인 중 몇안되는 이황학파 사람이었다. 김덕수(金德秀), 이황(李滉)의 문인이다.

## 생애

### 생애 초반

#### 출생과 가계

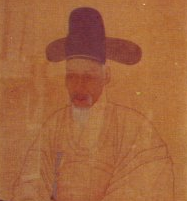
친형 윤두수

월정 윤근수는 1537년 할아버지는 사용(司勇)을 지낸 윤희림(尹希林)이고, 군자감정(軍資監正)을 지내고 사후 이조참판과 의정부영의정 해징부원군에 추증된 지족암 윤변(尹忭)의 아들로 태어났으며, 어머니 현씨는 부사직(副司直) 현윤명(玄允明)의 딸이다. 그의 고조부 윤연령의 딸은 사육신의 한사람인 박팽년의 형수였다.
아버지 지족암 윤변은 정암 조광조의 문하에서 수학하였다. 20년 연상인 윤춘수, 윤기수, 윤담수와 윤씨의 이복 동생이고, 영의정을 지낸 윤두수(尹斗壽)의 친 동생이다. 그는 후처 소생으로, 그의 아버지 윤변은 본처를 잃고 임지로 부임하는 길에 30대의 과년한 처녀 현씨를 만나 결혼하여 두수와 근수 형제를 두게 되었다 한다.
이복 형 윤담수의 아들이자 조카 윤현의 사위는 소릉 이상의로, 그는 근기 남인 성호 이익의 증조부이자 실학자 반계 유형원의 외증조부가 된다. 이상의는 북인으로 그의 후손들은 북인 몰락 후 남인에 입당하여 근기남인이 된다. 서인 당원인 윤두수, 윤근수 형제의 후손들과는 다른 길을 걷게 된다.

#### 소년기
어려서 아버지를 여의고 홀어머니 밑에서 성장했다. 영리하고 민첩하여 10세에 사서(四書)를 통했으며 역대(歷代)의 사실을 암기하여 물으면 외우듯이 대답하였다 한다. 그 뒤 학업에 전념하였으며, 김덕수(金德秀)의 문하에서 수학하다가 이황(李滉)을 찾아가 그의 문하에서도 수학하였다.
조안국의 딸 풍양조씨와 결혼했는데, 부인 풍양조씨에게서 아들 6명을 얻었으나 윤환(尹晥), 윤질(尹晊) 등만이 성인이 될 때까지 살아남고 모두 요절하였다.
이후로도 이황과 계속 서신을 주고받고 의문점이 있으면 그에게 연락하여 꼭 답을 얻고는 하였다. 주로 스승 이황과 담론한 내용으로는 조식, 주자, 육구연(陸九淵) 등의 학문을 늘 담론하였다. 또한 원균과도 자주 교유하였다.
원균은 친척이 되는 윤두수, 윤근수를 비롯한 조정의 서인 대신들과 교류하였다.

### 관료 생활

#### 과거 급제
1558년(명종 13년) 별시 문과(別試文科)에 급제하여 승문원 권지부정자에 임용된 다음, 승정원 주서(承政院注書), 춘추관 기사관(春秋館記事官), 봉상시주부(奉常寺主簿) 등을 지냈다. 그 뒤 통훈대부로 승진하여 연천현감(漣川縣監) 등을 역임하고, 1562년(명종 17년) 6월 홍문관 부수찬(弘文館副修撰), 7월 사간원 정언을 역임하고 7월 말 다시 홍문관 부수찬으로 임명되었다. 1562년 9월 부수찬으로 경연검토관(檢討官)을 겸하였다가 검토관 재직 중 경연에서 조광조(趙光祖)의 사면과 신원 회복을 주장하였으나 훈구파의 비난을 받고 9월말 과천현감으로 좌천되었다.
1563년 8월 이량(李樑)이 그의 아들 정빈(廷賓)을 이조좌랑에 천거한 것을 형 윤두수와 박소립, 기대승 등이 반대하였는데, 이에 연루되어 대사헌 이감(李戡)의 탄핵을 받아 파직되었다. 이때 이감은 그가 그의 형 윤두수, 박소립, 이문형, 허엽, 기대승 등과 파벌을 만들고 부박(浮薄)하게 선동한다며 탄핵했으나, 심의겸이 이감이 이량의 당여라고 공격하여 대호군으로 전임되면서 사태가 수습되었다. 그 해 9월 영의정 윤원형, 우의정 심통원의 상계(上啓)로 인하여 죄가 없음이 밝혀져 승문원 검교에 서용되었으나, 형 두수가 이조전랑 이어서 취임하지 않았다.

#### 정치 활동
1565년 2월 홍문관부교리로 재 기용된 뒤 3월 이조좌랑·이조정랑(正郞)을 역임하고, 이듬해에는 의정부사인·지제교 겸 교서관 교리(知製敎兼校書館校理)로 《명종실록》 편찬에 참여하였다. 그 뒤 검교, 병조좌랑, 교리를 역임하고 66년 4월 홍문관 부교리, 5월 다시 이조정랑이 되었다. 1567년(명종 22) 홍문관에서 독서당에 선발되어 사가독서(賜暇讀書)하였다. 1567년(선조 즉위년) 선조 즉위 직후 집의(執義)가 되었다. 이후 검상·사인·장령·집의·사예·부응교를 역임하였으며, 1570년에는 충청도암행어사로 부임하여 의문의 살인사건을 해결하고 돌아왔다. 그해 5월 전한(典翰)을 거쳐 구황 적간 어사(救荒摘奸御史)로 다시 파견되었다.
1572년(선조 5) 사헌부집의를 거쳐 대독관(對讀官)으로 그 해의 과거 시험을 준비하였다. 그해 동부승지를 거쳐 성균대사성에 승진, 부제학, 사헌부대사헌을 지내고 경기도 관찰사로 부임하였다. 이듬해 주청사가 파견될 때 주청부사(奏請副使)로 명나라에 가서 종계변무(宗系辨誣)를 요청하였으나 성과 없이 귀국하였다. 그 뒤 1575년의 을해당론으로 동인과 서인이 나뉘게 되자 그는 동문인 김효원 등을 따르지 않고 이이, 심의겸, 성혼을 따라 서인에 가담하였다.
74년 9월 경상도감사, 75년 12월 부제학 등을 지냈다. 이어 개경부유수, 공조참판 등을 역임하고, 1578년 뇌물을 받았다는 동인(東人) 계열의 탄핵을 받고 파직되었으나, 곧 다시 기용되어 강릉부사·황해도관찰사·이조참판을 지냈다.
1584년 대사간, 경연특진관, 1587년 특진관, 1589년 공조참판을 지냈다.

#### 계축옥사 전후
그 뒤 공조참판으로 1589년 성절사(聖節使)로 종계변무사를 겸하여 명나라에 파견되었는데, 역관으로 대동한 홍순언의 인연으로 종계변무를 성사시켰다. 귀국할 때 개정된 《대명회전전서 大明會典全書》를 가져왔다. 그 뒤 형조판서, 이조판서를 역임하고 이듬해 종계변무의 공으로 광국공신(光國功臣) 1등관에 정헌대부(正憲大夫)로 승진되고 해평군(海平君)으로 봉해졌으며, 1590년 정여립의 난과 계축옥사 때 동인을 공격하였다. 1591년(선조 24년) 다시 의정부우찬성으로 승진하였다.
1591년 우찬성으로 재직 중 왕세자 책봉 문제로 벌어진 동인과 서인의 싸움인 정철(鄭澈)의 건저 문제(建儲問題)로 인해 형인 윤두수와 함께 관직을 삭탈당했다.
1591년 정철이 왕세자를 책봉하는 건저(建儲) 문제로 화를 입을 때 그가 정철에게 광해군을 적극 추천할 것을 당부했다는 이유로 대간의 탄핵을 받고 형 윤두수와 함께 삭탈관직되었다. 임진왜란이 일어나자 예조판서로 다시 기용되었으며, 문안사(問安使)·국난 극복에 노력하였다.

### 생애 후반

#### 임진왜란 전후
1592년(선조 25년) 4월 임진왜란이 일어나자 다시 선조의 부름을 받고 기용되어 예조판서(禮曹判書)가 되고, 왕의 어가를 의주까지 호종하였으며 그해 6월 숭정(崇政)으로 승진하고 해평군(海平君)에 봉작되었으며, 문안사(問安使), 판의금부사(判義禁府事) 등을 겸하며 국난 극복에 노력하였다. 이후 6개월간 광영(廣寧)에 세 번, 요동(遙東)에는 여섯 번 파견되어 명나라의 고관들을 만나 조선에 파병해줄 것을 요청하였다.
원접사(遠接使)·주청사로 여러 차례 명나라에 파견되었고 여러 번 명나라에 장계를 올려 조선에 파병해줄 것을 청하였다. 명나라 경략(經略) 송응창은 그의 인품을 신뢰하여 군사 전략과 파병결정을 얻는 것을 도와준다. 1593년에는 명나라의 사절단과 교섭하였고, 그해 1월 대제학에 임명되고, 2월에는 접반사가 되었다.
임진왜란 중 원균과 이순신이 갈등할 때 원균의 손을 들어주었다. 형 윤두수와 함께 원균은 고금에 없는 명장이라고 적극적으로 후원하였다.
1595년 의정부좌찬성에 오르고, 1596년 보국숭록대부로 특별 승진, 부원군으로 진봉되어 해평부원군(海平府院君)에 봉군되었다. 그해 9월 판의금부사가 되고, 1597년에는 왕비를 수안(遂安)으로 시종한 뒤의정부좌찬성으로 판의금부사를 겸했다. 그 뒤 판중추부사를 거쳐 다시 의정부좌찬성으로 판의금부사를 겸하였으며, 전란 종결 이후 왕의 각별한 신임을 얻고, 1598년 승문원제조가 되었다. 1599년에는 사역원 제조(司譯院提調)를 거쳐 경리 도감 당상(經理都監堂上)으로 관왕묘 신설 문제 때 병력을 동원하여 건립에 투입하였다.
1601년 지경연사, 1603년 상의원 제조, 1604년(선조 37년)에는 의주 호종의 공로로 호성공신 2등관(扈聖功臣二等管)에 책록되었다.

#### 만년
1608년(광해군 즉위년) 선조가 죽자 왕의 묘호를 조(祖)로 칭할 것을 주장하여 이를 실현시켰다. 광해군의 세자 책봉을 적극 주청한 덕에 광해군 집권 초 서인들 중 상당수가 숙청당했는데도 그와 그의 아들들, 서자들은 계속 관직에 있을 수 있었다. 광해군 즉위 초반에는 원로 대신으로 조정에 참여할 수 있었다. 1610년 기로소에 들어갔다.
관료생활 중에도 퇴청 후에는 서당을 열고 후학을 가르쳤고, 만년에도 후학 양성과 시문으로 소일하였다. 그의 문하에서는 포저 조익(浦渚 趙翼) 등이 문인으로 배출되었다.
1614년 법을 어기고 휴가를 다녀와 사헌부의 탄핵을 받았으나 왕이 무마하였다. 청백간손(淸白簡遜)하고 문장이 고아하며 필법이 주경(遒勁)하여 예원(藝苑)의 종장(宗匠)’이라 일컬어졌다 한다. 또한 그림도 잘 그려서 난초화와 죽화(竹畵)를 여러 편 남기기도 했다. 저서로는 ≪사서토석 四書吐釋≫, 《월정집 月汀集》, 《조천록 朝天錄》, 《마한사초》, 《조경창수》 등이 있고, 향토지인 《송도지》, 수필집인 《월정만필 (月汀漫筆)》 등을 남겼다. 1616년 8월 17일에 병으로 사망하였다. 사망 당시 그의 향년 80세였다.

### 사후
사후 증직으로 증 대광보국숭록대부 의정부영의정에 특별 추증되었다. 1614년(광해군 6년) 8월 27일 위성원종공신 3등(衛聖原從功臣三等)에 추록되었다. 그 후 1630년(인조 8년) 문정(文貞)의 시호가 추서되었다.
경기도 양주군 회천면 독바위(지금의 경기도 양주시 옥정동)에 사당이 세워졌다. 사당은 후에 전란으로 훼손됐으나 1990년 10월 후손들에 의해 복구되어 현 위치에 세워졌다. 그의 사당은 양주시 향토유적 제 16호로 지정되었다.

## 저서
- 《월정집 (月汀集)》
- 《월정만필 (月汀漫筆)》
- 《사서토석》(四書吐釋)
- 《조천록 (朝天錄)》
- 《한문질의 (漢文質疑)》
- 《경조창수 (京朝唱酬)》

### 역사서
- 《마한사초 (馬韓史抄)》

### 향토지
- 《송도지 (松都志)》

### 작품
- 윤감정변묘갈(尹監正忭墓碣) (장단)
- 이판서윤경묘비(李判書潤慶墓碑) (양주)
- 윤연령부인박씨갈(尹延齡夫人朴氏碣) (상주)
- 윤연령부인박씨갈(尹延齡夫人朴氏碣) (장단)

### 시
- 봉송이참판이진주부사여경(奉送李參判以陳奏副使如京)

## 가계
- 조부 : 윤희림(尹希琳)
- 조모 : 죽산 박씨(竹山朴氏)
  - 아버지 : 윤변(尹忭)
  - 어머니(생모) : 팔기 현씨, 현윤명(玄允明)의 딸
    - 부인 : 풍양 조씨, 병마절도사 증 의정부좌찬성 조안국(趙安國)의 딸
      - 장남 : 윤환(尹晥, 1556년 - ?)
      - 자부 : 이씨, 이반(李磐)의 딸
        - 손자 : 윤응지(尹應之, 1582년 - 1641년 11월 5일

      - 차남 : 윤질(尹晊)
        - 손자 : 윤택지(尹擇之)
        - 손자 : 윤상지(尹尙之), 삼촌 윤유(尹曘)의 양자로 출계
        - 손자 : 윤열지(尹悅之)
        - 손자 : 윤종지(尹宗之), 숙부 윤민(尹旼)의 양자로 출계

      - 삼남 : 윤명(尹㫥)
        - 손자 : 윤정지(尹挺之)

      - 사남 : 윤유(尹曘)
      - 오남 : 윤환(尹㬇)
      - 자부 : 우계 이씨, 이준헌의 딸, 이복남의 누이
      - 육남 : 윤민(尹旼)

    - 형 : 윤두수(尹斗壽, 1533년~1601년)

## 사상과 신념
이황과 조식의 문하에서 수학한 그는 성리학만이 정학이라 생각하였다. 당시 명나라로부터 소개되어 들어오기 시작한 양명학에 대해서 유해무익한 것으로 배척하였고, 왕양명과 이탁오에 대해서도 부정적이었다. 또한 양명학이 전파되면서 나온 육구연(陸九淵), 왕수인(王守仁)의 문묘종사(文廟從祀)를 극력 반대하였다.

## 평가
왕조실록에 실린 인물평으로는 '사람됨이 청백간솔(淸白簡率), 문장고아(文章古雅), 필법준경(筆法遵勁),예원(藝苑)의 종장(宗匠)이다.'라고 평하였다.

## 시
| “ | 봉송이참판이진주부사여경(奉送李參判以陳奏副使如京) : 진주부사로 연경에 가는 이참판을 전송하다 문장사명부파란(文章詞命富波瀾) / 문장과 외교사령은 파도처럼 풍부하고 묘세기재경개관(妙歲奇才競改觀) / 젊은 시절 뛰어난 재주는 다투어 다시 보았네 자기홀승유소원(紫氣忽勝幽蔬遠) / 자줏빛 기운은 문득 머나먼 유주와 계주에 홀연히 피어오르고 흑초응폐설상한(黑貂應敝雪霜寒) / 검은 표범 가죽은 차가운 눈서리에 응당 찢어지리라 일임주도명무외(日臨周道明無外) / 태양은 넓은 길에 임해 끝없이 밝고 방사중산변거난(謗似中山辨詎難) / 모함은 중산과 같으나 큰 어려움을 해결하리라 시득압강시사절(侍得鴨江施使節) / 압록강에서 돌아오는 사절단을 기다릴 테니 남지조작당구안(南枝鳥鵲儅俱安) / 남쪽 가지에 앉은 까막까치는 모두 평안하길 | ” |

## 기타
성리학적 지식에 해박하여 성혼(成渾), 송익필, 이이(李珥) 등과 교류하였다. 그는 이황의 문인이었음에도 형 윤두수와 함께, 성혼, 송익필, 이이 등과 친하게 지냈으므로 자연스럽게 서인이 되었다.
원균이 서인이면서, 친척관계였던 윤두수 형제의 지지를 받고 있었음은 사실이다. 서인(西人)이었던 그는 임진왜란 당시 동인의 지지를 받는 이순신(李舜臣)을 부정적으로 평가했다.
그러나 북인이던 이산해도 대체로 원균을 지지했고, 남인인 류성룡과 이원익은 대체로 이순신의 편이었다. 한편 대한민국의 대통령을 지낸 윤보선(尹潽善), 서울특별시장 윤치영(尹致瑛) 등은 그와 윤두수가 이순신을 부정적으로 본 것이 문제가 되고, 비난의 대상이 되자, 누군가에 의한 무고라고 해명한다.

## 사육신과의 관계
윤근수의 고조부 윤연령, 고성박씨 내외는 사육신 박팽년과 인척관계였다. 윤근수, 윤두수 형제의 증대고모 윤씨는 사육신 박팽년의 형 박대년의 부인이었다.
그러나 사육신이 화를 당하면서 박팽년의 형수인 윤씨는 봉석주 집의 노비로 제공되었다. 그런데 봉석주가 윤씨에게 자신의 첩이 되기를 원하자, 윤씨는 봉석주의 첩이 되었다.

## 출연 작품
- 《불멸의 이순신》 (KBS1, 2004년 ~ 2005년, 배우:이원발)

## 같이 보기
| - 임진왜란 - 종계변무 - 광국공신 - 윤두수 - 광해군 - 이황 - 이이 - 정철 - 원균 - 이산해 - 봉석주 | - 호성공신 - 정유재란 - 윤훤 - 윤춘수 - 윤담수 - 이산해 - 성혼 - 심의겸 - 김효원 - 홍순언 - 윤훤 | - 송익필 - 윤간 - 윤순지 - 윤징지 - 이상의 - 윤신지 - 윤치호 |